# Municipio de Teoloyucan
El municipio de Teoloyucan (AFI: [teolo'ʝukan]) es un municipio mexicano que se localiza en la zona del Valle de México y pertenece a los 125 municipios del Estado de México. Por su cercanía a la Ciudad de México, es parte de su zona conurbada y se encuentra entre el Valle de Cuautitlán y el Valle de Zumpango.

## Toponimia
En épocas prehispánicas este lugar era denominado como "Teohuilloyocan", su nombre proviene del náhuatl, traducido al español significa "Lugar lleno de cristal de roca".

## Geografía

### Localización
Limita al norte con el municipio de Zumpango y con el municipio de Coyotepec, al este y al sur con Cuautitlán y al oeste con Tepotzotlán.

### Orografía
Teoloyucan sólo cuenta con pequeñas lomas al oeste: la de San Jorge, Peñas de la Virgen, La Cantera, La Nopalera del Huachichil, La Remesa, Manantial de la Remesa, Nopalera de Cataño, Las Lajasas y la llamada Grullo o los Tiradores.

### Hidrografía
Por el municipio atraviesan diferentes ríos, uno de ellos es el que viene del Lago de Guadalupe, existe otro que recibe el nombre de “Río Tula” y es tributario del Pánuco. El Río Chico, se deriva del Río Hondo en Tepotzotlán, nace  al sur de la cabecera municipal de Tepotzotlán.
Otro cuerpo de agua cercano a Teoloyucan es La Laguna de Zumpango, ya en la época prehispánica era muy extensa y proporcionaba a los naturales de Teoloyucan alimentos por medio de la pesca y caza de aves acuáticas.

### Clima
Clima templado subhúmedo con lluvias en el verano, la temperatura media anual es de 15 °C, la máxima es de 30 °C, la mínima extrema es de 5 °C La precipitación pluvial máxima en 24 horas es de 46.2 m.

### Principales ecosistemas
La vegetación se caracteriza por árboles de pirul, sauce, sauce llorón, eucalipto, fresno, álamo, casuarina, pino, mimosa, huizache, alcanfor y ahuehuete. Hay variedad de árboles frutales: durazno, manzana, capulín, tejocote, morera, ciruelo, pera, higuera y granada. Plantas medicinales: sávila, pata de león, alfilerillo, mostrante, manrubio, hinojo, cedrón, peshtó, manzanilla, hierbabuena, golondrina, gordolobo, epazote de perro y de zorrillo, ruda, mejorana y mortadela. Cultivos: maíz, alfalfa, frijol, trigo y haba.
Fauna silvestre: conejo, ardillas, tuza, rata y ratón de campo, lagartija, camaleón, escorpión, culebra, víbora de cascabel, araña y hormiga; en extinción: lechuza, liebre y zorrillo. Animales domésticos: aves de corral, ganado vacuno, ovino, equino, porcino y conejo.

### Recursos naturales
En el territorio municipal se localizan yacimientos de tepetate que se utiliza para la compactación de caminos y carreteras, además de barro que se emplea en la fabricación de tabiques, ladrillos y tejas.

### Características y uso de suelo
La región pertenece al período cuaternario, con la formación del dique basáltico que formó la sierra de Chichinautzin y que cerró el escurrimiento original hacia el sur de la actual cuenca del Valle de México.
El territorio municipal está compuesto por suelos altamente orgánicos como son el aluvial y toba; rocas ígneas extrusivas y rocas sedimentarias clásicas o mecánicas. El 79% del territorio agrícola, el 15% se utiliza para vivienda, mientras que el 5% se usa para oficinas y espacios públicos.

## Historia
Según el Códice Mendocino, Itzcóatl logró la conquista del reino Tepaneca; el Códice presenta los glifos de los pueblos conquistados en esa guerra: Tlacopan, Azcapotzalco, Teocalhuayac, Cuahguacan, Tecpan, Cuautitlán, Atlacuihuayan, Mixcoac, Coyohuacan y Cuauhiximalla. Por lo que se infiere que Teoloyucan, debido a la cercanía con Cuautitlán, ya existía, desde entonces. Por lo que este pueblo, en el año 8 acatl (1436 d. C.) fecha en que según el Códice de Cuautitlán se realizó el deslinde de las tierras de Tenochtitlán y Tlatelolco formaba parte de Cuautitlán. Los tributos que tenían que entregar Cuautitlán y otros pueblos de su entorno, entre ellos Tehuilloyocan; se ve en la Matrícula de Tributos una estera o petate y un asiento o trono con espaldar, o sea un icpalli, con un texto en náhuatl que dice: Matlactezontli in petatl ihuan tepotzoicpalli, es decir “Cuatro mil esteras y asientos con espaldar” en español se escribió “Cuatro mil esteras o petates y otras tantas sillas de tule”.
En 1565, los naturales de Teoloyucan formaron parte de la encomienda de Alonso de Ávila Alvarado, regidor de la Ciudad de México. Otros encomenderos de Teoloyucan fueron Damián Sedeño, abogado de la Real Audiencia y Antonio de Nayra quien recibió una estancia para ganado menor el 16 de diciembre de 1605. La evangelización fue la conquista espiritual de los indígenas. Los primeros evangelizadores de Teoloyucan fueron los frailes franciscanos que llegaron el 20 de diciembre de 1566, y fueron el cura capellán Rodrigo de Valderrama, quien tuvo a su cargo a los indígenas de Teoloyucan hasta 1568. El cura vicario Francisco Gómez del 16 de enero de 1568al 16 de noviembre del mismo año. El fraile Gaspar de Contreras del 1 de enero de 1592 al 1 de enero de 1599.
Un informe publicado por el padre Luis García Pimentel en la descripción del Arzobispado de México en 1570, nos dice que “El pueblo Teohuilloyocan de la advocación de San Antonio de Padua, es fértil por causa de un río que pasa por él y de lagunas que cerca de él están". Tiene cuatro barrios y en cada barrio ocho principales: Los ocho “de ellos” rigen y gobiernan, según arriba he dicho. Tiene un alcalde y cuatro regidores. En 1569 el número de habitantes de Teoloyucan era de 1,130, de los cuales 505 eran naborios, es decir mexicanos y 625 otomíes. A Tehuilloyocan estaban sujetas siete estancias: San Sebastián, San Bernardino, Santa María de la Asunción, Santo Tomas, Santiago, San Juan Bautista y San Bartolomé. Además de cuatro estancias de españoles. Una de las acciones relevantes fue la construcción del actual templo dedicado a "San Antonio de Padua" ubicado en el centro del municipio, que ha sido tomada como referencia tanto en la influencia religiosa, así como también en la arquitectónica.
Llegado el movimiento Independentista, los habitantes de Teoloyucan, sujetos a los hacendados participan activamente hasta que se da el triunfo de una República representativa y Federal. La erección de Teoloyucan como municipio se ubicar en el decreto del Congreso n.º 36 del 9 de febrero de 1825. De ello  se encuentra constancia en la Memoria de Gobierno de Don Melchor Muzquiz, primer gobernador del Estado de México, publicado en 1826. Teoloyucan en 1854 ya era considerado como Juzgado de Paz. Contaba con 4,562 habitantes. Hablaban el castellano, mexicano y otomí. Se producía maíz, trigo, cebada, haba, frijol y pastos.
Durante la Revolución Mexicana los generales constitucionalistas, encabezados por Álvaro Obregón, Jefe del Cuerpo de Ejército del Noroeste, establecieron su cuartel general en Teoloyucan con el fin de llegar a un arreglo para lograr la rendición incondicional de la Ciudad de México y del ejército federal y su disolución.

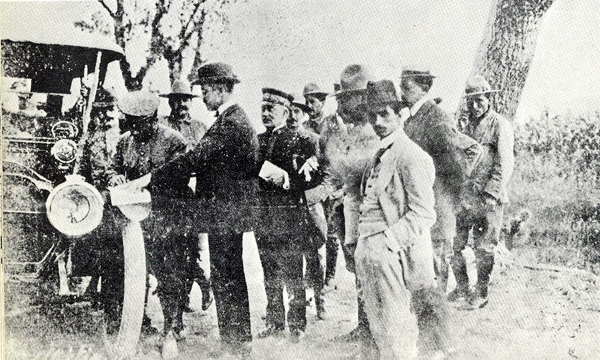
Firma de http://es.wikipedia.org/w/index.php?title=Teoloyucan_(municipio)&action=submit#os tratados de Teoloyucan

Al finalizar la Revolución Mexicana se firman las Actas y Tratados de Rendición de la Ciudad de México y Disolución del Ejército Federal, mejor conocidos como Tratados de Teoloyucan, el 13 de agosto de 1914; marcando con este hecho la toma de la Ciudad de México y el final de la Revolución Mexicana. Firman estos tratados: el C. General de División Álvaro Obregón, Jefe del Cuerpo del Ejército del Noroeste, y representante del Ejército Constitucionalista; el señor Eduardo Iturbide, gobernador del Distrito Federal; el señor general Gustavo A. Salas, en representación del Ejército Federal, y debidamente autorizado por el ministro de Guerra, señor general Refugio Velasco; el vicealmirante Othón P. Blanco en representación de la Armada Nacional.
Un hecho representativo en la actualidad es la conmemoración anual de la firma de éstos tratados, en una ceremonia donde participa el alcalde del municipio, así como también el gobernador del Estado de México.

## Gobierno

### Cronología de los últimos Presidentes Municipales
| Nombre                            | Partido                              |  | Periodo   |
| --------------------------------- | ------------------------------------ |  | --------- |
| Antonio López Gutiérrez           | Partido de la Revolución Democrática |  | 1993-1996 |
| Guillermo Ramírez Serrano         | Partido de la Revolución Democrática |  | 1996-2000 |
| Roberto Liceaga García            | Partido Acción Nacional              |  | 2000-2003 |
| Juan Carlos Uribe Padilla         | Partido Acción Nacional              |  | 2003-2006 |
| Tito Saúl Meléndez Camarillo      | Partido Acción Nacional              |  | 2007-2009 |
| Gerardo Francisco Liceaga Arteaga | Partido Revolucionario Institucional |  | 2010-2012 |
| Juan Salvador Montoya Moya        | Partido Revolucionario Institucional |  | 2013-2015 |
| Víctor Hugo Rojas Guzmán          | Partido Revolucionario Institucional |  | 2016-2018 |
| Gabriela Contreras Villegas       | Movimiento Regeneración Nacional     |  | 2019-2021 |
| Juan Carlos Uribe Padilla         | Partido Acción Nacional              |  | 2022-2024 |
| Luis Domingo Zenteno Santaella    | Movimiento Regeneración Nacional     |  | 2025-2027 |

## Demografía
Teoloyucan es un municipio que forma parte de la Zona Metropolitana del Valle de México. De acuerdo al Censo de Población y Vivienda 2010 realizado por el INEGI, el municipio tiene una población de 63, 115 habitantes, de los cuales, la gran mayoría vive en la cabecera municipal, que lleva el mismo nombre. Además de la cabecera municipal, otras poblaciones importantes en el municipio son el Barrio de San Juan, Santa Cruz, San Bartolo, San Sebastián , Santa Cruz del Monte y Santa María Caliacac donde se ubica la principal zona industrial del municipio.

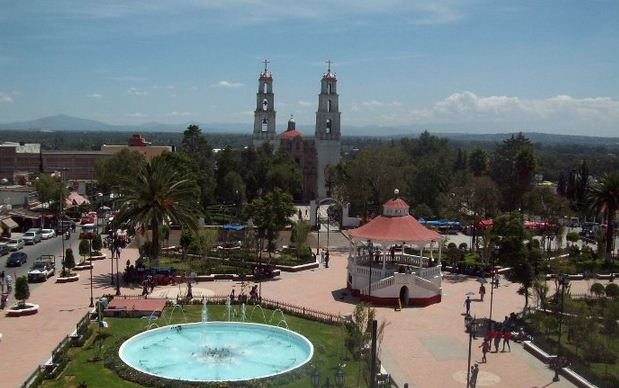
Teoloyucan Centro

### Localidades
Las localidades (Barrios, haciendas y fraccionamientos) actuales del municipio son las siguientes:
- Acolco.
- Analco.
- Atzacoalco.
- Axalpa.
- Cuaxoxoca.
- Colonia Agrícola de Santo Tomás.
- Colonia Venecia
- Hacienda de San José Puente Grande.
- La Era
- San Bartolo Tlaxihuicalco
- San Sebastián.
- Santa Cruz.
- Santa Cruz del Monte.
- Santa María Caliacac (así como Fraccionamiento Fresno 2000).
- Santiago.
- San Juan. (así como Fraccionamiento la Providencia).
- Santo Tomás.
- Tepanquiahuac.
- Tlaltenco.
- Tlatilco. (Villas Teoloyucan y Misiones Teoloyucan I,II,III).
- Zimapán.
- La Providencia

### Salud
Se cuenta con:
- Centro de Salud Municipal, dependiente del Instituto de Salud del Estado de México.
- Centro Especializado de Atención Primaria a la Salud (CEAPS) Santiago.
- DIF Municipal y sus unidades periféricas las cuales son; Periférica Santa Cruz Teoloyucan, Periférica San Sebastián, Clínica Materno Zimapán y Unidad Básica de Rehabilitación e Integración Social (UBRIS) San Juan.
- Diversos consultorios médicos y clínicas particulares.

## Economía

### Turismo
Entre los lugares de interés en el municipio de Teoloyucan se puede visitar:

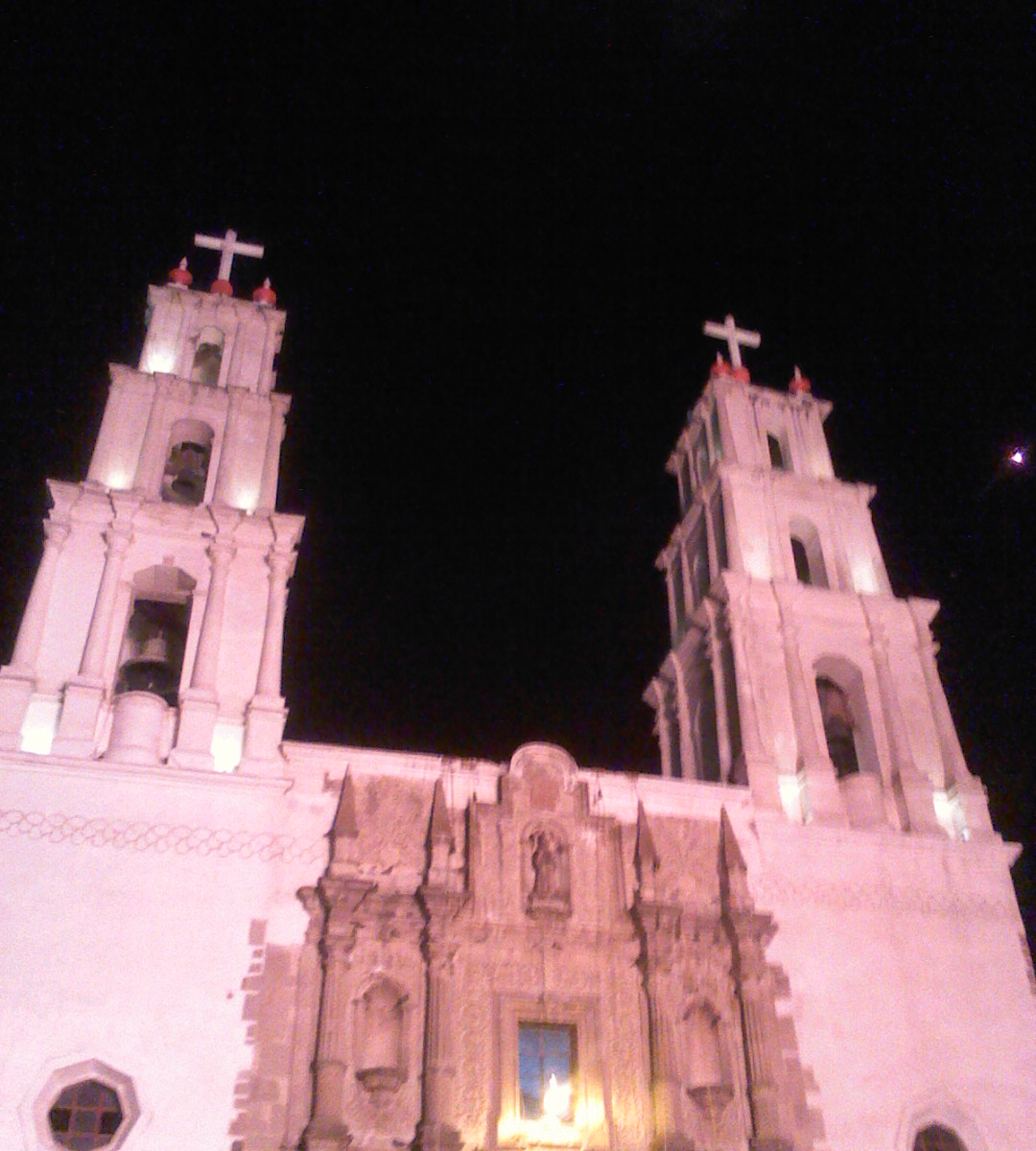
Parroquia de San Antonio de Padua

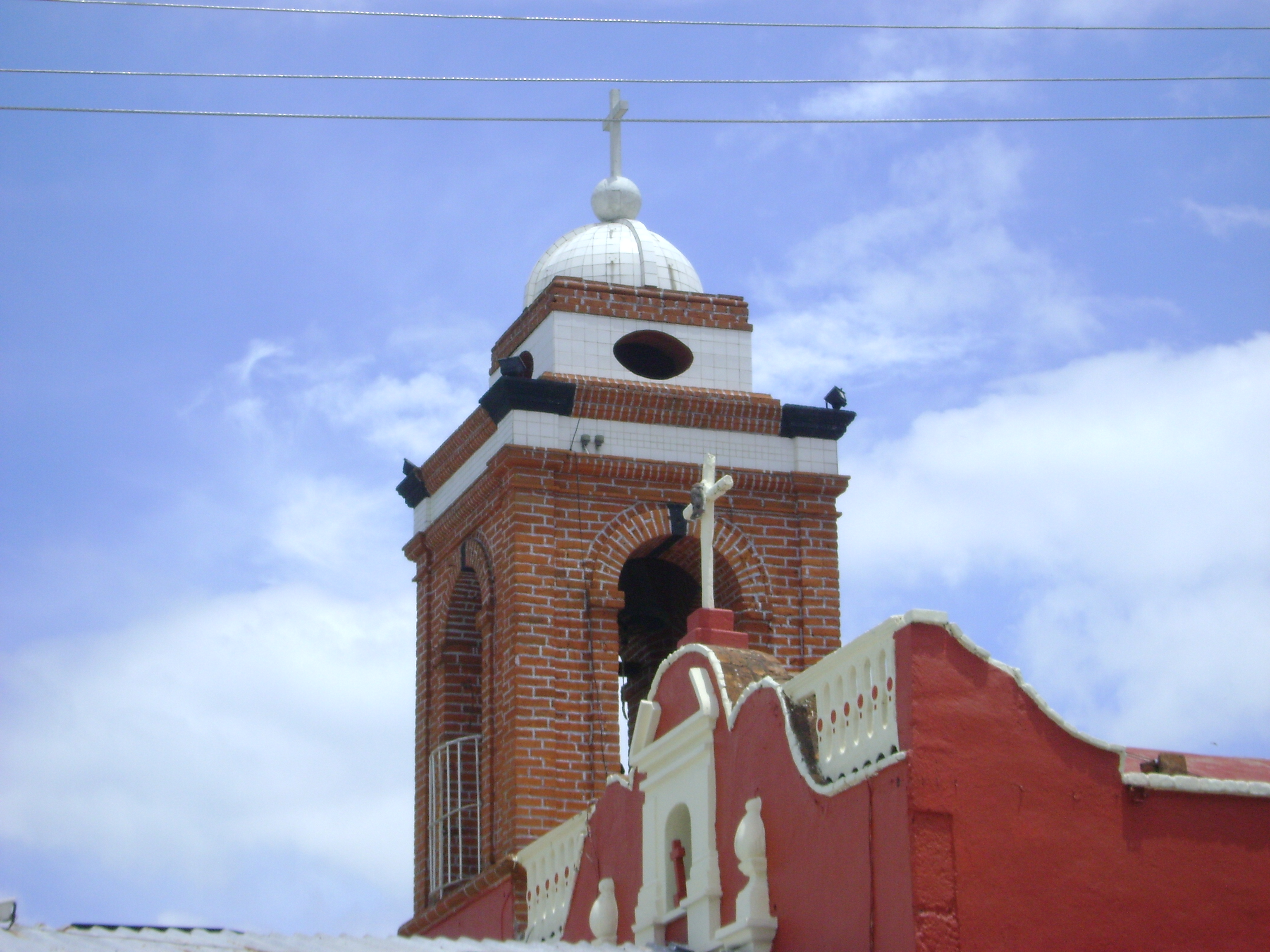
Capilla de Santiago Apóstol

La Parroquia de San Antonio de Padua Joya arquitectónica de la época colonial del siglo XVII ubicada en el centro del municipio, de la misma época destaca la capilla de Santiago Apóstol en el barrio de Santiago al oriente del municipio. De más reciente creación la Parroquia del Señor del Perdón en el barrio de Santa Cruz es digna de visitarse por su bella ornamentación.
A sí mismo puede visitarse el Rancho las Brujas  fundado en 1753 por personas de origen belga, quienes ponen nombre de Brujas en homenaje a su ciudad natal Brujas, Bélgica dicho rancho se ubica en el barrio de Santiago principalmente presta servicio para jardín de eventos.
El Jardín Bicentenario en el centro del municipio es paso obligado de los visitantes del municipio cuenta con un kiosco, torre en homenaje a los héroes de la independencia, hemiciclo en honor a Benito Juárez, el Reloj Floral de dos caras y su principal atractivo es su fuente danzante única en el Estado de México, dicho jardín fue remodelado en el año del 2010 como conmemoración al bicentenario de la independencia de México.

## Infraestructura

### Comunicaciones y transportes
Por la cercanía a la Ciudad de México, Teoloyucan cuenta con diferentes medios. Tiene acceso a las radiodifusoras y televisoras del Valle de México, así como medios de comunicación impresa y servicios de diversa índole, además su ubicación es estratégica como un punto de conexión entre municipios vecinos de la zona, está conectado a la autopista México-Querétaro.
Existe un proyecto para crear una estación en el municipio a partir de la ampliación del Sistema 1 del Ferrocarril Suburbano del Valle de México hasta Huehuetoca.

## Educación
Educación Básica
- El Municipio cuenta con 23 escuelas Primarias, 15 secundarias y algunos centros recreativos.
- DIF Municipal cuenta con la Estancia Infantil "Centenario del Ejército Mexicano en el barrio La Era

Media Superior y Superior
- Preparatoria Oficial n.º 83 (Barrio Santiago).
- CBT Alexander Weiner (Colonia Agrícola de Santo Tomás).
- COBAEM 54 (Barrio Axalpa).

Instituciones de Educación Privada CETESC Centro Tecnológico Superior de Computación.
- Universidad Bancaria de México.
- Centro Educativo Federico Froebel.

### Ciencia
Observatorio Magnético de Teoloyucan. El Observatorio Geomagnético de Teoloyucan opera desde 1914 en el poblado de Teoloyucan, Edo. de México, observando el comportamiento vectorial del campo geomagnético en forma continua. Actualmente opera con instrumentos de última tecnología, como varió-grafos fluxgate de 3 componentes, magnetómetros Overhauser de intensidad total y magnetómetros de declinación e inclinación magnética. Además forma parte de la red mundial de observatorios magnéticos y del proyecto internacional INTERMAGNET que integra y reporta datos de 102 observatorios en el mundo en tiempo real o casi real con altos estándares de calidad. Es la medula espinal del Servicio Magnético del Instituto de Geofísica y el parámetro de referencia absoluto para muchas investigaciones relacionadas con el campo geomagnético y exploraciones geofísicas en nuestro país, así como otras disciplinas afines.

## Cultura
Teoloyucan tiene diferentes costumbres y tradiciones, resaltando las celebraciones en Navidad que actualmente se festeja con un desfile navideño en el que se enciende el árbol colocado en el Jardín Bicentenario
En cuanto a fiestas religiosas en cada barrio se celebra la de su santo patrón, destacan la efectuada cada 13 de junio en honor a San Antonio de Padua patrón del municipio así también la efectuada en Santa Cruz cada 3 de mayo en honor al Señor del Perdón y la de San Juan Bautista celebrada el 24 de junio en el barrio que lleva el mismo nombre.
Además de las ferias de cada uno de los 20 barrios regido cada uno por su propio santo patrono; Teoloyucan es un municipio lleno de festividad cultura y tradiciones.

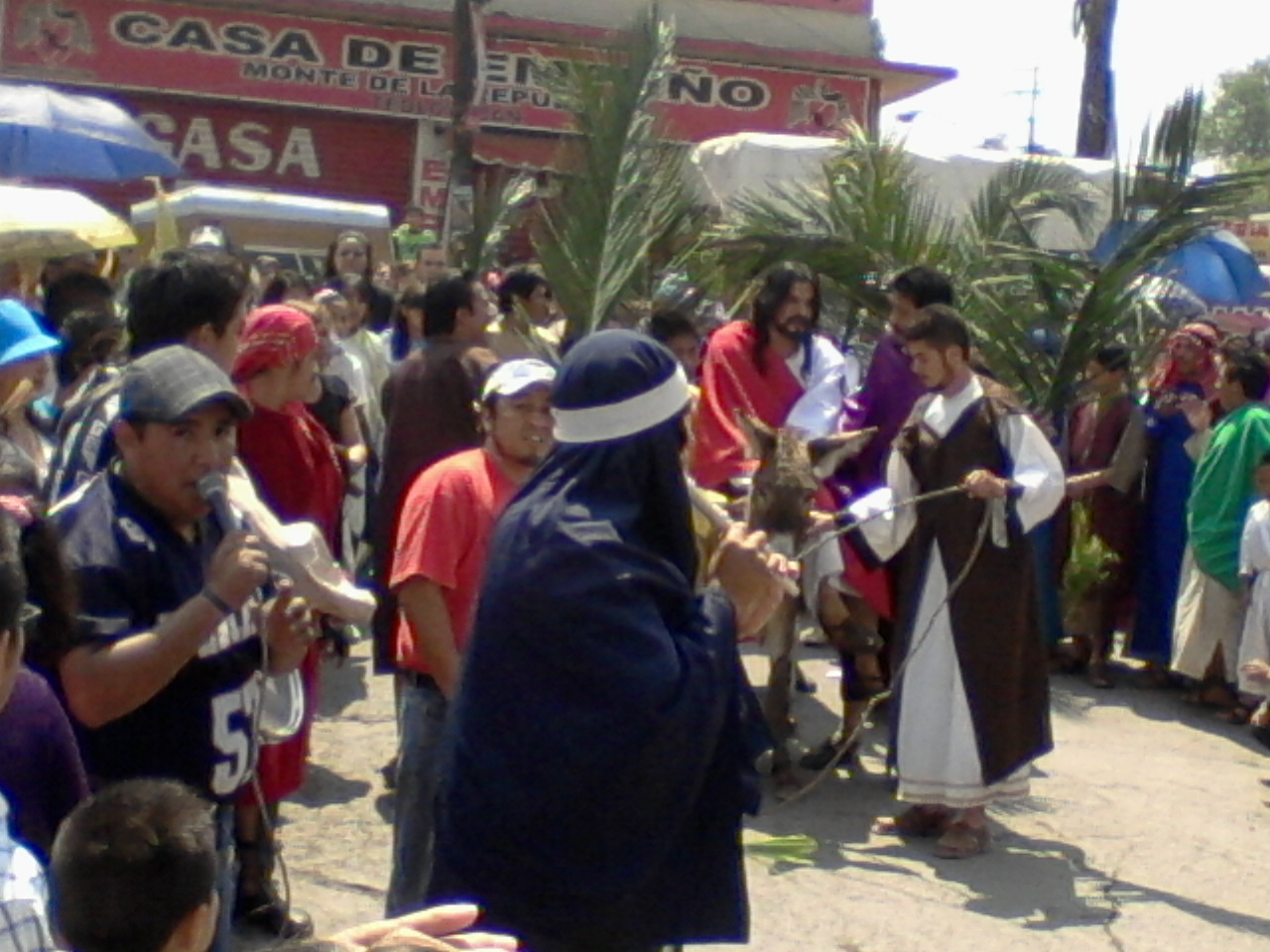
Domingo de Ramos

Es de] destacarse la celebración de la Semana Santa en la que se hace la representación en vivo de la Pasión de Jesucristo de especial interés tiene la danza de las banderas efectuada el sábado de gloria o el Domingo de Resurrección  por el grupo de fariseos coloquialmente conocido como "judíos" en el que al ritmo de la flauta y un tambor ondean las banderas mientras bailan el tradicional judas para que posteriormente se queme en el atrio de la iglesia principal del municipio.
Es también tradición como en todo el país la festividad del día de muertos en el que se colocan ofrendas a familiares difuntos.

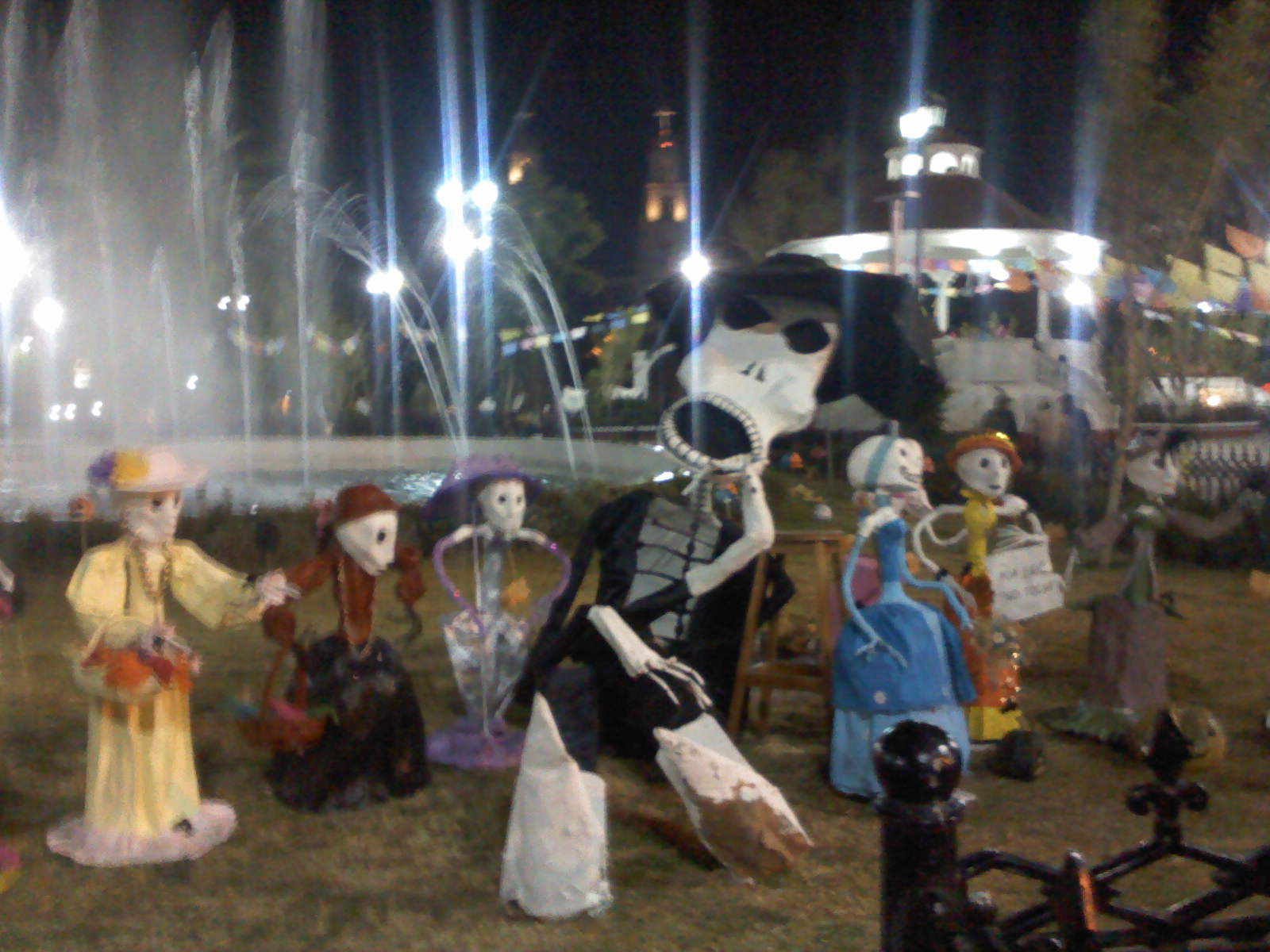
Día de muertos en el jardín Bicentenario

El 13 de agosto se conmemora el día de los Tratados de Teoloyucan con una ceremonia realizada en la explanada que lleva dicho nombre, en este participan autoridades municipales, estatales y federales.

## Deporte
Existe un Torneo de Barrios anual.  Torneos los días 15 y 16 de septiembre. Torneos del 20 de noviembre. Liga de voleibol dominical dentro del auditorio municipal. ligas sabatinas y dominicales de fútbol, Peregrinación ciclista a San Juan de los Lagos. Equipos Infantiles de Baloncesto. existe un Equipo de Béisbol, y excelentes deportistas de atletismo sobre todo en los  barrios de Zimapán y Santa María
Existe la Unidad Deportiva "Tratados de Teoloyucan" Ubicada en el centro del municipio.

## Personajes ilustres del municipio
Joé María Sánchez Rodríguez quien fuera, oficial de Registro Civil  de Teoloyucan en los años 50s.
Diego Xuárez quien fuera, funcionario de la República Indígena en 1583
Diego de Rojas, Marcos Feliciano, Sebastián Paulino, Gregorio Sánchez, Juan García, Bartolomé Pérez y Toribio González Regidores en la República Indígena en 1667.
Antonio Casas Sánchez.Nació en Cuaxoxoca, el 18 de mayo de 1929; músico integrante de la Sonora Santanera. El 13 de junio de 1996 el pueblo de Teoloyucan
unido a sus autoridades municipales, presididas por Pedro Zenteno Santaella ofrecen un reconocimiento develando una placa en la que asignan el nombre de Antonio Casas Sánchez a la sala de música de la Casa de Cultura Teohuilloyocan, además de la calle donde actualmente radica.